# Twenty Five
『Twenty Five』はイギリスのシンガーソングライター、ジョージ・マイケルのコンピレーション・アルバム。2006年11月13日発売。

## 概要
自身の25年間のキャリアを祝ってリリースされた。全英初登場1位を獲得。ジョージのソロ曲以外にワム!時代の楽曲も収録された。2CDセットと限定版3CDセットの2種類で販売された。このアルバムのために新曲「アン・イージー・アフェア」「ディス・イズ・ノット・リアル・ラヴ」（ムティア・ブエナとのデュエット）を書き上げ、「ヒール・ザ・ペイン」をポール・マッカートニーとの共演でリメイクした。

## 収録曲

### Disc 1: For Living
1. 恋のかけひき / Everything She Wants - 6:33
2. ウキウキ・ウェイク・ミー・アップ / Wake Me Up Before You Go-Go - 3:52
3. フリーダム / Freedom - 5:20
4. フェイス / Faith - 3:15
5. トゥー・ファンキー / Too Funky - 3:46
6. ファストラヴ / Fastlove - 5:28
7. フリーダム!'90 / Freedom! '90 - 6:30
8. スピニング・ザ・ウィール / Spinning the Wheel - 6:09
9. アウトサイド / Outside - 4:44
10. アズ / As - 4:43
11. フリーク! / Freeek! - 4:32
12. シュート・ザ・ドッグ / Shoot the Dog - 5:08
13. アメージング / Amazing - 4:25
14. フロウレス （ゴー・トゥ・ザ・シティ） / Flawless (Go to the City) - 4:50
15. アン・イージア・アフェア / An Easier Affair - 4:38
16. キッシング・ア・フール / Kissing a Fool - 4:34 ※日本盤ボーナス・トラック

### Disc 2: For Loving
1. ケアレス・ウィスパー / Caress Whisper - 5:04
2. ラスト・クリスマス / Last Christmas - 4:27
3. ア・ディファレント・コーナー / A Differnt Corner - 4:03
4. ファザー・フィギュア / Father Figure - 5:40
5. ワン・モア・トライ / One More Try - 5:53
6. プレイング・フォー・タイム / Praying for Time - 4:41
7. ヒール・ザ・ペイン / Heal the pain - 4:43
8. 僕の瞳に小さな太陽 / Don't Let the Sun Go Down on Me - 5:48
9. ジーザス・トゥ・ア・チャイルド / Jesus to a Child - 6:50
10. オールダー / Older - 5:34
11. ラウンド・ヒア / Round Here - 5:55
12. ユーハヴ・ビーン・ラヴド / You Have Been Loved - 5:28
13. ジョン・アンド・エルヴィス・アー・デッド / John and Elvis Are Dead - 4:23
14. ディス・イズ・ノット・リアル・ラヴ / This Is Not Real Love - 4:56
15. クラブ・トロピカーナ / Club Tropicana - 4:28 ※日本盤ボーナス・トラック

### Disc 3: For the Loyal
1. アンダースタンド / Understand - 5:56
2. プレシャス・ボックス / Precious Box - 7:36
3. ロクサーヌ / Roxanne - 4:10
4. ファンタジー / Fantasy - 5:02
5. カーズ・アンド・トレインズ / Cars and Trains - 5:51
6. ペイシェンス / Patience - 2:52
7. ユー・ノウ・ザット・アイ・ウォント・トゥ / You Know That I Want To - 4:32
8. マイ・マザー・ハッド・ア・ブラザー / My Mother Had a Broter - 6:19
9. イフ・ユー・ワー・ゼア / If You Were There - 3:43
10. セーフ / Safe - 4:25
11. アメリカン・エンジェル / American Angel - 4:08
12. マイ・ベイビー・ジャスト・ケアズ・フォー・ミー / My Baby Just Cares for Me - 1:43
13. ブラザー・キャン・ユー・スペア・ア・ダイム / Brother, Can You Spare a Dime? - 4:27
14. プリーズ・センド・ミー・サムワン （アンセルモズ・ソング） / Please Send Me Someone (Anselmo's Song) - 5:25
15. スルー / Through - 4:55